# Филингендорф
Филингендорф (њем. Villingendorf) општина је у њемачкој савезној држави Баден-Виртемберг. Једно је од 21 општинског средишта округа Ротвајл. Према процјени из 2010. у општини је живјело 3.311 становника. Посједује регионалну шифру (AGS) 8325060.

## Географски и демографски подаци
Филингендорф се налази у савезној држави Баден-Виртемберг у округу Ротвајл. Општина се налази на надморској висини од 621 метра. Површина општине износи 9,3 km². У самом мјесту је, према процјени из 2010. године, живјело 3.311 становника. Просјечна густина становништва износи 355 становника/km².